# Kalokyros
Kalokyros (in greco Καλοκυρός?; ... – 971) era un pretendente al trono bizantino durante la guerra russo-bizantina (970-971) nei regni di Niceforo II Foca e Giovanni I Zimisce.
Secondo gli storici Giovanni Scilitze e Leone il Diacono, Kalokyros era figlio di uno strategos di Chersonesos. Nel 967 o 968, Niceforo II gli conferì il titolo di patrikios e lo inviò alla corte di Svjatoslav I di Kiev per convincerlo a lanciare un'invasione del Primo Impero bulgaro, con cui Bisanzio era in guerra. Kalokyros doveva pagare a Sviatoslav 15000 libbre d'oro per coprire le spese del viaggio.
Gli storici greci sostengono inoltre che Sviatoslav accettò di sostenere Kalokyros nella sua ambizione di ottenere il trono imperiale, mentre Kalokyros promise di ricompensare Sviatoslav con "grandi e incalcolabili tesori dalle casse imperiali" e di riconoscere la sua conquista della Bulgaria. Durante il successivo conflitto Rus'-bizantino, Kalokyros (che Sviatoslav avrebbe amato e rispettato come un fratello) fu catturato dai Bizantini a Preslav e messo a morte.
La missione dai Rus' di Kalokyros potrebbe essere l'oggetto di un'oscura documentazione iscritta sulle pagine bianche di un codice bizantino del X secolo. In questo documento, un toparca greco racconta il suo passaggio attraverso il paese ostile a nord del Mar Nero tra il 964 e il 967. Andrej Nikolaevič Sacharov ritiene che il documento descriva il ritorno di Kalokyros da Kiev attraverso l'isola di Berezan fino alla Crimea, anche se l'accuratezza di questa interpretazione è opinabile.